# Halkapınar
Halkapınar là một huyện thuộc tỉnh Konya, Thổ Nhĩ Kỳ. Huyện có diện tích 1054 km² và dân số thời điểm năm 2007 là 5356 người, mật độ 5 người/km².